# Marianne von der Leyen
Marianne von der Leyen und zu Hohengeroldseck (1746-1804) fue una condesa alemana de la Casa de Leyen, que sirvió como regente del Condado de Hohengeroldseck.

## Primeros años
María Ana Elena Josefa Marianne nació como segundo vástago y única hija del Barón Francisco Enrique Kämmerer von Worms genannt von Dalberg (1716-1776) y de la Condesa María Sofía Ana von und zu Eltz-Kempenich (1722-1763). Su hermano mayor era Carlos Teodoro Antonio María von Dalberg, mientras que su hermano menor era Wolfgang Heribert von Dalberg.

## Matrimonio y regencia
Marianne se casó con el Conde Francisco Jorge Carlos Antonio von der Leyen und zu Hohengeroldseck (1736-1775). Tras la muerte de su marido, fue regente del Condado de Hohengeroldseck durante la minoría de edad de su hijo, el Príncipe Felipe Francisco de Leyen entre 1775 y 1793. Como la edad legal de mayoría de edad era veinticinco, ella gobernó legalmente hasta 1791, pero como su hijo no mostró interés en asumir los asuntos de estado, ella pudo continuar con la regencia hasta la invasión y ocupación por la Francia Revolucionaria en 1793.

## Escape y muerte
Después de la invasión francesa, logró escapar del condado vestida de sirvienta. Dejó una descripción en francés de su escape de los franceses que se hizo famosa. Murió en 1804.